# Lori Lindsey
Lori Ann Lindsey, mais conhecida como Lori Lindsey (Indianápolis, 19 de março de 1980),é uma futebolista estadunidense que atua como meia. Atualmente, joga pelo Washington Freedom.